# گونن
گونن (به ترکی استانبولی: Gönen) شهری است در کشور ترکیه که در استان بالیکسیر واقع شده‌است. جمعیت این شهر بر اساس سرشماری سال ۲۰۰۸ میلادی ۴۲٬۴۲۸ نفر و بر اساس برآوردهای سال ۲۰۰۹ میلادی ۴۳٬۰۴۵ نفر می‌باشد.